# Ariadna changellkuk
Espèce
Ariadna changellkuk est une espèce d'araignées aranéomorphes de la famille des Segestriidae.

## Distribution
Cette espèce est endémique du Chili. Elle se rencontre dans les régions de Coquimbo, de Valparaíso, de Santiago, du Maule et de Biobío.

## Description
Le mâle holotype mesure 5,33 mm et la femelle paratype 8,88 mm.
Le mâle décrit par Giroti et Brescovit en 2018 mesure 5,52 mm, les mâles mesurent de 4,96 à 5,52 mm.

## Publication originale
- Grismado, 2008 : A taxonomic revision of the spider genus Ariadna Audouin, 1826 in Argentina and Chile, with the description of five new species (Arachnida, Araneae, Segestriidae). Zoosystema, vol. 30, p. 333-360.